# Karl Harberger
Karl Harberger (* 1896 in Perchtoldsdorf, Niederösterreich; † 25. Jänner 1969) war ein österreichischer Architekt und Politiker (FPÖ).

## Leben
Karl Harberger schloss 1920 als Bautechniker an der Technischen Mittelschule ab und stieg bei der Ersten Donau-Dampfschiffahrts-Gesellschaft beruflich ein. In 25 Dienstjahren stieg er zum „Oberschifffahrtsrat“ auf. In dieser Zeit entwarf er zahlreiche Gebäude der Gesellschaft entlang der Donau bis zum Schwarzen Meer und leitete die Bauausführungen. Daneben studierte er an der Akademie der bildenden Künste Wien bei Peter Behrens Architektur. 1930 wurde die neue Einsegnungshalle auf dem Perchtoldsdorfer Friedhof nach seinen Plänen errichtet. Sie wurde 1977 auf Grund ihrer Größe abgebrochen und durch einen Neubau ersetzt. Harberger wurde 1945 bei der Donaudampfschifffahrtsgesellschaft pensioniert. Anschließend leitete er das Bauamt der Marktgemeinde Perchtoldsdorf bis Ende 1966. In dieser Position war er für die Erstellung des ersten Ortsentwicklungsplanes („Regulierungsplan“) im Jahr 1961 gemeinsam mit dem Architekten Julius Bergmann beteiligt. In den Jahren 1964 bis 1967 führte er gemeinsam mit dem Architekten Paul Katzberger den Ausbau der Burg Perchtoldsdorf durch.

## Politik
Von 1929 bis 1934 saß Harberger als Vertreter der Deutschen Wahlgemeinschaft im Gemeinderat der Marktgemeinde Perchtoldsdorf. Ab 1960 war er Gemeinderatsabgeordneter der Freiheitlichen Partei Österreichs. Zwischen 1961 und seinem Ausscheiden aus dem Gemeinderat im Jahr 1965 war er Kulturreferent und dritter Vizebürgermeister der Marktgemeinde.

## Werke
- Alte Aufbahrungshalle (Friedhof Perchtoldsdorf) (1930) – Aufbahrungshalle († 1977)
- Siebzehn-Föhren-Gasse 4 (Perchtoldsdorf) (1930/1931) – Einfamilienhaus
- Mathias-Lang-Gasse 3 (Perchtoldsdorf) (1931) – Einfamilienhaus
- Beethovenstraße 2 (Perchtoldsdorf) (1930/31) – Maschinenhalle
- Elisabethstraße 41 (Perchtoldsdorf) (1961/1962) – Einfamilienhaus